# Бычково (деревня, Московская область)
Бычково — деревня в Можайском районе Московской области в составе сельского поселения Горетовское. Численность постоянного населения по Всероссийской переписи 2010 года — 7 человек, в деревне числятся 3 улицы. До 2006 года Бычково входило в состав Глазовского сельского округа.
Деревня расположена на севере центральной части района, примерно в 27 км к северо-западу от Можайска, на восточном берегу Можайского водохранилища, высота центра над уровнем моря 197 м. Ближайшие населённые пункты в 1,5 км — Горки на юго-востоке и Мышкино на северо-западе. У деревни проходит региональная автодорога 46Н-05488 Тетерино — Поречье.